# Petté
Petté es una comuna camerunesa perteneciente al departamento de Diamaré de la región del Extremo Norte.
En 2005 tenía 37 125 habitantes, de los que 10 442 vivían en la capital comunal homónima.
Se ubica unos 50 km al noreste de Maroua.

## Localidades
Comprende, además de la ciudad de Petté, las siguientes localidades:
- Adouméré
- Alagarno
- Amkoé
- Badéo
- Bakkouréhi
- Bandalaré
- Bangoudi
- Bourango
- Dabbam
- Dakkana
- Dalanga
- Dandéo
- Danéyel
- Diguirwo
- Djafgué
- Djalingo
- Djaoudé
- Djédjébé
- Djiddel Djoé
- Djoéré
- Djoubourwo
- Doubbel
- Doutarou
- Fadama
- Fadare
- Filindé
- Gada-Karal
- Gada-Mayo
- Galwassé
- Gaou Ali
- Garré
- Gaska Faourou
- Gounna
- Habilé
- Haoussaré
- Hodandé
- Hodango
- Hodango Touppéo
- Hodéma
- Holadano
- Karagadji
- Karagawaré
- Karaltanné
- Kéné-Kéné
- Kidjémi
- Kilissawa Pette
- Kola-Koladjé
- Kongho
- Louba-Louba
- Madagascar
- Magaldao
- Mandararé
- Mangavé
- Massindaye
- Mbanarou
- Mokossé
- Mourgoune Arabe
- Nanidjam
- Ngabourou
- Ngnadnga
- Niwadji
- Patawalwo
- Sakkine
- Salamé
- Silocdji
- Soukoungo
- Souttiningo
- Takaye
- Tchalloungol Ndjamdi
- Tchofnanguel
- Toukkoumayel
- Waha
- Wouro
- Yaéré Bori
- Yaga
- Yidi Wadi
- Zaou-Zaou